# Distrito de Westland
El distrito de Westland  (en inglés Westland District) es un distrito en el oeste de la de la isla Sur de Nueva Zelanda, está dentro de la región de West Coast.
El distrito consiste en una franja larga y delgada de tierra entre la cima de los Alpes del Sur y el mar de Tasmania. Las zonas bajas cercanas a la costa son una mezcla de tierras de cultivo de pastoreo y selva templada. La parte oriental es escarpada y montañosa con algunos ríos pequeños que bajan de las montañas.
Westland es una de las zonas de población más dispersa del país, con una superficie de 11.880 kilómetros cuadrados y una población de 8.403 habitantes (censo de 2006).
Aproximadamente el 45% de la población vive en Hokitika y el 55% restante en pueblos pequeños como Ross, Franz Josef, Haast o en zonas rurales.